# Читанава, Гугуша Исидоровна
Гугуша Исидоровна Читанава (1922, Зугдидский уезд, ССР Грузия — неизвестно, село Зеда-Эцери, Зугдидский район, Грузинская ССР) — рабочая Зеда-Эцерского чайного совхоза Зугдидского района, Грузинская ССР. Герой Социалистического Труда (1966).

## Биография
Родилась в 1922 году в крестьянской семье в одном из сельских населённых пунктов Зугдидского уезда ССР Грузия. После окончания местной начальной школы с конца 1930-х годов трудилась на чайной плантации местной сельскохозяйственной артели. За выдающиеся трудовые достижения в годы Великой Отечественной войны была награждена Орденом Трудового Красного Знамени. В послевоенное время — рабочая Зеда-Эцерского совхоза Зугдидского района. По итогам работы в 1948 году награждена Орденом Ленина.
Ежегодно показывала высокие трудовые результаты в чаеводстве. В завершающем году Семилетки (1959—1965) собрала более пяти тысяч килограммов зелёного чайного листа. Указом Президиума Верховного Совета СССР от 2 апреля 1966 года удостоена звания Героя Социалистического Труда за «достигнутые успехи в развитии сельского хозяйства, промышленности и науки Грузинской ССР» с вручением ордена Ленина и золотой медали «Серп и Молот» (№ 10889).
В 1966 году собрала около шести тысяч килограммов чайного листа. В последующие годы показывала высокие трудовые результаты. После выхода на пенсию проживала в селе Зеда-Эцери Зугдидского района. С 1986 года — персональный пенсионер союзного значения. Дата смерти не установлена.
Награды
- Герой Социалистического Труда
- Орден Ленина — дважды (29.08.1949; 1966)
- Орден Трудового Красного Знамени (24.02.1946)